# 蛇鬍鯰
蛇鬍鯰，為輻鰭魚綱鯰形目塘虱魚科的其中一種，分布於非洲東部及南部淡水流域，本魚頭部矩形;吻寬圓;後頭骨囪門非常長而橢圓形，齒板相當小，背鰭與臀鰭不與尾鰭匯合。鰓耙相當長而且遠遠地豎立，第二感覺管的開口在側面上排列整齊，背鰭軟條78-92枚;臀鰭軟條64-76枚，棲息在有植物生長的沼澤或湖泊，偶爾出現在瀑布區，屬肉食性，以魚類及昆蟲等為食，體長可達35公分，可做為食用魚及觀賞魚。

## 扩展阅读
維基物種上的相關：蛇鬍鯰